# Батавия (страна)

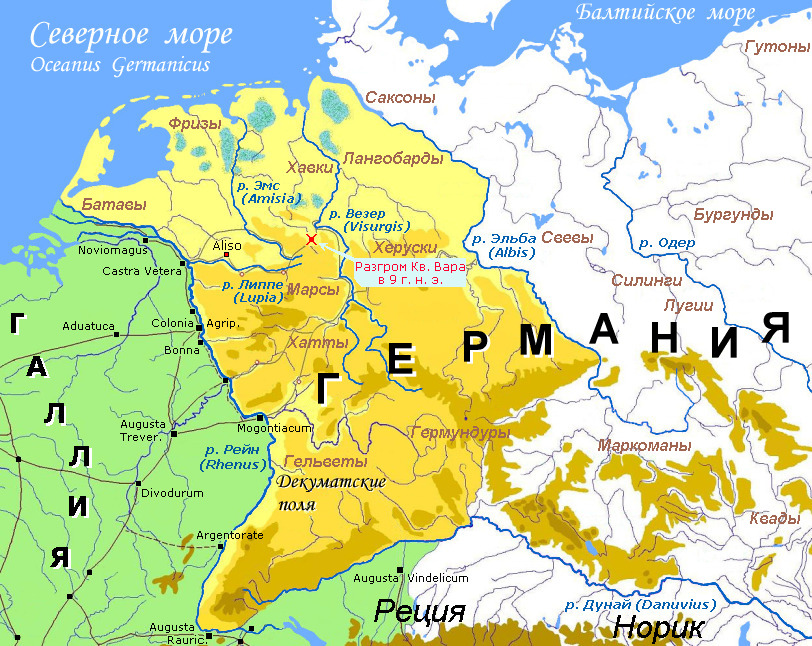
Батавы на берегу Северного (Немецкого) моря.

Бата́вия (лат. Batavia) — первоначально остров, населённый древним племенем батавов, потом — вообще вся страна, занятая батавами в древнеримскую эпоху; затем латинское название Голландии и всего Нидерландского государства.
Отсюда и название «Батавская республика», принятое Нидерландами после бегства Вильгельма V в Англию. Название это продержалось с 16 мая 1795 года до 5 июля 1806 года, когда республика была превращена в Голландское королевство под управлением Людовика Бонапарта.

## История
Германское племя батавов населяло остров, образуемый рукавом Рейна, впадающим у Лейдена в море, а также реками Ваал и Маас, этот остров и прилегающие местности носили название «острова Батавов» (лат. Insula Batavorum), — территории нынешней Голландии.
Когда римляне во времена Августа собирались в 13 году до нашей эры покорить всю Германию до Эльбы, племя батавов склонилось к союзу с Римом. Взамен им были предоставлены большие льготы: они были освобождены от всяких поборов и налогов — и поставляли только войска для различных провинций империи.
Во время войны из-за престола между Вителлием и Веспасианом Батавия под начальством Гая Цивилиса отделилась от Рима. Восстание 71 года при Веспасиане было подавлено, и страна батавов вернулась опять в те же подчинённые союзнические отношения. Это продолжалось вплоть до конца III века, когда Батавским островом овладели салические франки.